# そんなヒロシに騙されて
「そんなヒロシに騙されて」（そんなヒロシにだまされて）は、サザンオールスターズの楽曲。1983年7月5日に発売したオリジナル・アルバム『綺麗』の6曲目に収録されている。作詞・作曲は桑田佳祐、編曲はサザンオールスターズが担当。キーボードの原由子がリード・ヴォーカルを担当している。
1989年6月25日にCDとカセットテープで再発売され、1998年4月22日と2008年12月3日にもCDとして再発売されている。また、2014年12月17日からはダウンロード配信、2019年12月20日からはストリーミング配信が開始されている。

## 収録アルバム
| 曲名                   | 作品名                                    | 備考                                           |
| ---------------------- | ----------------------------------------- | ---------------------------------------------- |
| そんなヒロシに騙されて | 綺麗                                      |                                                |
| そんなヒロシに騙されて | 原由子 with サザンオールスターズ          | カセットテープのみでの販売のため、現在は廃盤。 |
| そんなヒロシに騙されて | すいか SOUTHERN ALL STARS SPECIAL 61SONGS | 数量限定のため、現在は廃盤。                   |
| そんなヒロシに騙されて | 海のYeah!!                                |                                                |
| そんなヒロシに騙されて | ハラッド                                  | 原由子のソロ作品。                             |

## ライブ映像作品
| 曲名                   | 作品名              |
| ---------------------- | ------------------- |
| そんなヒロシに騙されて | 真夏の大感謝祭 LIVE |
| そんなヒロシに騙されて | 茅ヶ崎ライブ2023    |

## カバー

### 高田みづえのシングル
「そんなヒロシに騙されて」は、高田みづえの21枚目のシングル。1983年8月21日に発売された。
- 1983年の『第34回NHK紅白歌合戦』に本楽曲で出場し、4年連続通算6回目の出場となった。
- TBSテレビ系列の生放送音楽番組『ザ・ベストテン』には、1980年の『私はピアノ』以来、3年振り3曲目の10位以内へランクインされるも、当曲が高田自身同番組において最後の出演となった。

#### 受賞歴
| 年     | 音楽賞                 | 結果 | 出典  |
| ------ | ---------------------- | ---- | ----- |
| 1983年 | 第25回日本レコード大賞 | 金賞 | [ 6 ] |

#### 高田みづえ版シングルの収録曲
1. そんなヒロシに騙されて
（作詞・作曲：桑田佳祐 / 編曲：若草恵）
2. アメジスト
（作詞：秋元康 / 作曲：松宮恭子 / 編曲：若草恵）

### ジューシィ・フルーツのシングル
「そんなヒロシに騙されて」は、ジューシィ・フルーツの11枚目のシングル。1983年8月21日に日本コロムビア（BLOW UPレーベル）から発売された。

#### ジューシィ・フルーツ版シングルの収録曲
1. そんなヒロシに騙されて
（作詞・作曲：桑田佳祐 / 編曲：ジューシィ・フルーツ）
2. メビウス・ラヴ
（作詞：神田ヒロミ / 作曲：奥野敦子 / 編曲：茂木由多加）

### その他のカバー
- 宮崎美子 - アルバム『美子』（1983年）に収録。
- 森昌子 - アルバム『艶華12』（1984年発売）に収録。
- モニーク・リン（林慧萍）- 北京語で「別停止對我說愛」という曲がアルバム『別再走』（1985年）に収録。